# Corropoli
Corropoli é uma comuna italiana da região dos Abruzos, província de Teramo, com cerca de 3.738 habitantes. Estende-se por uma área de 21 km², tendo uma densidade populacional de 178 hab/km². Faz fronteira com Alba Adriatica, Colonnella, Controguerra, Nereto, Sant'Omero, Tortoreto.

## Demografia
| Variação demográfica do município entre 1861 e 2011                               |
|                                                                                   |
| Fonte: Istituto Nazionale di Statistica (ISTAT) - Elaboração gráfica da Wikipedia |